# Otto Goetsch
Otto Goetsch (* 23. April 1900 in Börnecke; † 14. November 1962 in Düsseldorf) war stellvertretender Polizeipräsident Düsseldorfs im April 1945 und beteiligt am Widerstand gegen das NS-Regime.

## Leben
Nach dem Abitur studierte Goetsch Landwirtschaft sowie Rechts- und Staatswissenschaften in Berlin. Während seines Studiums wurde er 1918 Mitglied der Burschenschaft Prussia Berlin. Sein Studium schloss er in Würzburg mit der Promotion zum Dr. iur. ab. Anschließend leistete er das Rechtsreferendariat an verschiedenen Gerichten ab, um 1928 endgültig in den Staatsdienst einzutreten. Er wurde während seiner Laufbahn an verschiedene Polizeipräsidien und Regierungspräsidien versetzt.
Von 1920 bis 1933 war Goetsch zunächst Mitglied der SPD, trat dann aber zum 1. April 1933 der NSDAP bei (Mitgliedsnummer 1.568.838). 1943 wurde Goetsch vom Polizeipräsidium Sosnowitz nach Düsseldorf versetzt. In Düsseldorf wurde ihm die Leitung der Verwaltungspolizei übertragen. Zugleich wurde er zum Stellvertreter des Polizeipräsidenten ernannt.

## Widerstand in Düsseldorf
Im April 1945 beteiligte er sich an einer Aktion Düsseldorfer Bürger, um die Stadt kampflos an die vorrückenden amerikanischen Streitkräfte zu übergeben. (Siehe Aktion Rheinland).

## Nach 1945
Kurze Zeit nach ihrem Einmarsch ernannten die Amerikaner Goetsch am 18. Mai 1945 zum Polizeipräsidenten. Auch nach der Übernahme des Kommandos über Düsseldorf durch die Briten blieb Goetsch in dieser Funktion. Die spätere deutsche Verwaltung übernahm Goetsch jedoch nicht. Sein Wiedereinstellungsgesuch wurde abgelehnt. In einem Vergleich einigte man sich darauf, Goetsch in den Dienst der Stadt Düsseldorf zu übernehmen. Goetsch versuchte mehrfach, auch verwaltungsgerichtlich, die Stellung des Polizeipräsidenten von Düsseldorf zurückzuerlangen, scheiterte damit jedoch.
1957 wurde Goetsch auf Grund von Krankheit pensioniert, am 14. November 1962 verstarb er.

## Veröffentlichungen
- Die Rechtsstellung des Wilderers. Dissertation Universität Würzburg 1921.